# Техас Лонгхорнс (баскетбол)
Техас Лонгхорнс (англ. Texas Longhorns) — студенческая баскетбольная команда, представляющая Техасский университет в Остине в первом баскетбольном мужском дивизионе NCAA. Располагается в Остине (штат Техас). В настоящее время команда выступает в конференции Big 12.
Баскетбольная команда в Техасском университете была основана в 1906 году и в настоящее время находится на 15 месте по количеству побед, одержанных в первом дивизионе NCAA, и 26 место по проценту выигранных матчей. Всего же, за свою историю «Лонгхорнс» одержали 1739 побед и потерпели 1032 поражений (62,8 %). Среди же членов конференции Big 12 Техас занимает второе место по проценту выигранных матчей, уступая лишь Канзасскому университету.
За свою историю «Лонгхорнс» выиграли 27 конференционных чемпионатов и 33 раза участвовали в турнире NCAA, трижды доходя до Финала Четырёх (1943, 1947, 2003) и семь раз до 1/4 финала. По состоянию на апрель 2015 года Техас занимал третье место в списке баскетбольных программ NCAA по количеству выигранных турнирных игр среди команд, ни разу не выигрывавших национальный чемпионат (35), уступая по этому показателю лишь Иллинойсу (40) и Оклахоме (37).
Наибольших успехов «Лонгхорнс» достигли в первые годы своего существования, однако в последнее время команда вновь стала показывать хорошие результаты. В первые пять лет Техас лишь два сезона закончили с отрицательным соотношением побед к поражениям, а с 1912 по 1950 год лишь один сезон оказался для «Лонгхорнс» неудачным, а их процент выигранных матчей в этот период составил 70,3 %. Команда дважды выходила в Финал Четырёх и ещё раз до 1/4 финала. Кроме того Premo-Porretta Power Poll назвала Техасскую команду национальным чемпионом 1933 года. С 1951 по 1988 год Лонгхорнс 14 раз терпели больше поражений в сезоне, чем одерживали побед, а их процент выигранных матчей составил 52,2 %. В этот период Техас лишь пять раз участвовал в турнире NCAA. Лишь под руководством главных тренеров Эба Лемонса (1976—1982) и Тома Пендерса (1988—1998) команда начала показывать успехи на национальном уровне, однако наиболее существенных успехов добилась под руководством Рика Барнса (1998—2012). Под его руководством «Лонгхорнс» выходили в турнир NCAA 16 раз в 17 сезонах, включая рекордную для университета серию выходов подряд в турнир (1999—2012). Команда также 13 сезонов подряд одерживала более 20 побед за сезон.
С 1977 года «Лонгхорнс» проводят домашние матчи в «Фрэнк Эрвин-центре», где с тех пор команда одержала 477 побед при 112 поражениях (81,0 %). В настоящее время главным тренером команды является Шака Смарт.

## Закреплённые номера
по данным
- 11 — Ти Джей Форд, защитник (2002-03)
- 15 — Слейтер Мартин, защитник (1946-49)
- 35 — Кевин Дюрант, форвард (2007)

## Тренеры
- Магнус Мэинленд (1906—1907)
- Вальдемар Метзенсин (1909—1911)
- Джей Бёртон Рикс (1912)
- Карл Тйлор (1913)
- Тео Беллмонт (1914—1915)
- Рой Хендерсон (1916)
- Джин Ван Джент (1917)
- Рой Хендерсон (1918—1919)
- Берри Уитейкер (1920)
- Тео Беллмонт (1921—1922)
- Милтон Ромни (1923)
- И. Джей Стюарт (1924—1927)
- Фред Уолкер (1928—1931)
- Эд Олли (1932—1934)
- Марти Кэров (1935—1936)
- Джек Грей (1937—1942)
- Эйч Си Гилстрэп (1943—1945)
- Джек Грей (1946—1951)
- Слу Халл (1952—1956)
- Маршал Хагис (1957—1959)
- Гарольд Брэдли (1960—1967)
- Леон Блэк (1968—1976)
- Эйб Лемонс (1977—1982)
- Боб Уэлтлитч (1983—1988)
- Том Пендерс (1989—1998)
- Рик Барнс (1999—н. в.)

по данным

## Достижения
- Чемпион Premo-Porretta: 1933
- Полуфиналист NCAA: 1943 • 1947 • 2003
- Четвертьфиналист NCAA: 1939 • 1943 • 1947 • 1990 • 2003 • 2006 • 2008
- 1/8 NCAA: 1960 • 1963 • 1972 • 1990 • 1997 • 2002 • 2003 • 2004 • 2006 • 2008
- Участие в NCAA: 1939 • 1943 • 1947 • 1960 • 1963 • 1972 • 1974 • 1979 • 1989 • 1990 • 1991 • 1992 • 1994 • 1995 • 1996 • 1997 • 1999 • 2000 • 2001 • 2002 • 2003 • 2004 • 2005 • 2006 • 2007 • 2008 • 2009 • 2010 • 2011 • 2012 • 2014 • 2015 • 2016 • 2018
- Победители турнира конференции: SWC
1994 • 1995
- Победители регулярного чемпионата конференции: SWC
1915 • 1916 • 1917 • 1919 • 1924 • 1933 • 1939 • 1943 • 1947 • 1951 • 1954 • 1960 • 1963 • 1965 • 1972 • 1974 • 1978 • 1979 • 1986 • 1992 • 1994 • 1995

'Big 12
1999 • 2006 • 2008